# Ramadhan Sananta
Ramadhan Sananta (Provincia de las Islas Riau, Indonesia, 27 de noviembre de 2002) es un futbolista de Indonesia que juega en la posición de delantero centro con el DPMM FC de la Liga Premier de Singapur desde el año 2025.

## Carrera

### Club
| Periodo   | Club             |
| --------- | ---------------- |
| 2021      | PS Harjuna Putra |
| 2021-2022 | Persikabo 1973   |
| 2022-2023 | PSM Makassar     |
| 2023-2025 | Persis Solo      |
| 2025-     | DPMM FC          |

### Selección nacional
A nivel de selecciones menores jugó en los Juegos Asiáticos de 2022 y en Juegos del Sudeste Asiático de 2023 donde ganó la medalla de oro y fue el goleador del torneo.
Debutó con Indonesia el 24 de septiembre de 2022 en la victoria por 3-2 ante Curazao en un partido amistoso. En diciembre de 2022 Sananta fue convocado para jugar en el Campeonato de la AFF 2022 por el entrenador Shin Tae-Yong. Anotó su primer gol internacional el 26 de diciembre de 2022 en la victoria por 7-0 sobre Brunéi en la fase de grupos.
El 12 de octubre de 2023 Sananta anotó ante Brunéi por la clasificación de AFC para la Copa Mundial de Fútbol de 2026, rival al que le volvió a anotar cinco días después.
Sananta fue convocado para jugar en la Copa Asiática 2023 pero no jugó, según el entrenador asistente Nova Arianto porque Sanata no estaba en buenas condiciones. El 26 de marzo de 2024 Sananta anotó en la victoria por 3-0 sobre Vietnam por la clasificación de AFC para la Copa Mundial de Fútbol de 2026.

## Logros

### Club
- Liga 1 de Indonesia: 2022-23

### Selección nacional
- Juegos del Sudeste Asiático: 2023[8]

### Individual
- Goleador de los Juegos del Sudeste Asiático: 2023 (5 goles)
- Equipo ideal del AFF U-23 Championship: 2023
- Futbolista del mes de la Liga 1 de Indonesia: septiembre de 2023
- Goleador de la Piala Presiden: 2024[9]